# Robert Kihlberg

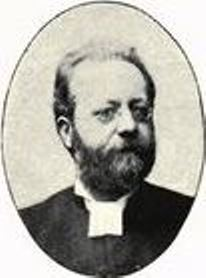
Robert Kihlberg

Robert Teodor Kihlberg, född 6 februari 1848 i Stockholm, död 12 november 1908 i Söderhamn, var en svensk präst. Han var far till Leif Kihlberg.
Kihlberg blev student vid Uppsala universitet 1867 och prästvigdes 1873. Han blev komminister i Hållnäs församling 1874, kateket i Stockholm 1876, biträdande lärare och predikant vid Svenska Diakonissanstalten där 1876, komminister i Söderhamns församling 1881 samt två år senare kyrkoherde och kontraktsprost i Hälsinglands östra kontrakt (enligt annan källa kyrkoherde i Söderhamn 1881 och kontraktsprost 1884). Han blev teologie doktor 1907.
Kihlberg utgav predikningar samt melodier till Johann Adam Hillers andliga sånger, Liber cantus: En samling körsånger för kyrkan skolan och hemmet (1890) och en minnesteckning över Johan Christoffer Bring (1898). Han var en utmärkt liturg, ledde en kyrkokör som uppförde Luigi Cherubinis Requiem och finns bland annat representerad i Den svenska psalmboken 1986 med översättningen av ett verk (nr 93). Han gjorde sig även bemärkt som tillfällighetspoet. Han avled efter flerårig sjukdom. Kihlberg är begravd på Söderhamns kyrkogård.

## Psalmer
- Konung och Präst, träd in i denna skara, numera Jesus, Guds Son, träd in i denna skara (1986 nr 93) översatt 1890.
- Vida kring jorden (1921 nr 551) skriven okänt årtal